# 6.ª División de Montaña SS Nord
La 6.ª División de Montaña SS "Nord" (en alemán, denominada 6. SS-Gebirgs-Division "Nord") fue una unidad de tropas de montaña que combatió durante la Segunda Guerra Mundial encuadrada en las Waffen-SS, la rama militar de las Schutzstaffel (SS), con el rango orgánico de División. Tomó parte especialmente en combates en el Frente Oriental.

## Historial
La unidad fue constituida en septiembre de 1941 a partir de un núcleo formado por miembros del llamado SS-Kampfgruppe "Nord", presente en Noruega hasta fines de febrero del siguiente año.
La mayor parte de sus componentes procedía de la 3ª SS División Totenkopf. Fue enviada a la Laponia finlandesa para participar en la Operación Barbarroja encuadrada en el XXXVI Cuerpo de Ejército alemán. En julio de 1941 toma parte en la Operación Silberfuchs (Operación Zorro Plateado), que pretendía la liberación del territorio finlandés ocupado por el Ejército Rojo tras la Guerra de Invierno, así como la invasión de la Carelia soviética con la posterior ocupación del puerto ártico de Múrmansk. Habida cuenta de la inexperiencia de las tropas, la División sufrió fuertes pérdidas (700 muertos en dos días) en el ataque contra la ciudad de Salla en el verano de 1941. Integrada posteriormente en el III Cuerpo de Ejército finlandés, actuó en el sector de Kiestinki durante 1.214 días consecutivos en la taiga subártica contra las fuerzas soviéticas. 

### Guerra de Laponia
En la segunda mitad de 1944 tomó parte en la Guerra de Laponia contra Finlandia, después de que dicho país escandinavo firmase el armisticio con la Unión Soviética. La División actuó en la retaguardia de las fuerzas alemanas entre septiembre y noviembre de 1944, en una marcha de casi 1600 kilómetros hasta la parte meridional de Noruega. Trasladada luego a Dinamarca, y posteriormente a Alemania, los restos de la División se rindieron a los estadounidenses en mayo de 1945 en Baviera.

## Condecoraciones
En total, 4 miembros de la unidad fueron condecorados con la Cruz de Caballero de la Cruz de Hierro.

## Comandantes
- SS-Brigadeführer Karl Herrmann (28 de febrero de 1941 - 15 de mayo de 1941)
- SS-Obergruppenführer Karl Maria Demelhuber (15 de mayo de 1941 - 1 de abril de 1942)
- SS-Obergruppenführer Matthias Kleinheisterkamp (1 de abril de 1942 - 20 de abril de 1942)
- SS-Oberführer Hans Scheider (20 de abril de 1942 - 14 de junio de 1942)
- SS-Obergruppenführer Matthias Kleinheisterkamp (14 de junio de 1942 - 15 de enero de 1943)
- SS-Gruppenführer Lothar Debes (15 de enero de 1943 - 14 de junio de 1943)
- SS-Obergruppenführer Friedrich-Wilhelm Krüger (14 de junio de 1943 - 23 de agosto de 1944)
- SS-Brigadeführer Gustav Lombard (23 de agosto de 1944 - 1 de septiembre de 1944)
- SS-Gruppenführer Karl Brenner (1 de septiembre de 1944 - 3 de abril de 1945)
- SS-Standartenführer Franz Schreiber (3 de abril de 1945 - 8 de mayo de 1945)